# Mario Rutelli
Mario Rutelli (né le 4 avril 1859 à Palerme et mort à Rome le 4 novembre 1941) est un sculpteur italien de la fin du XIXe et du début du XXe siècle.

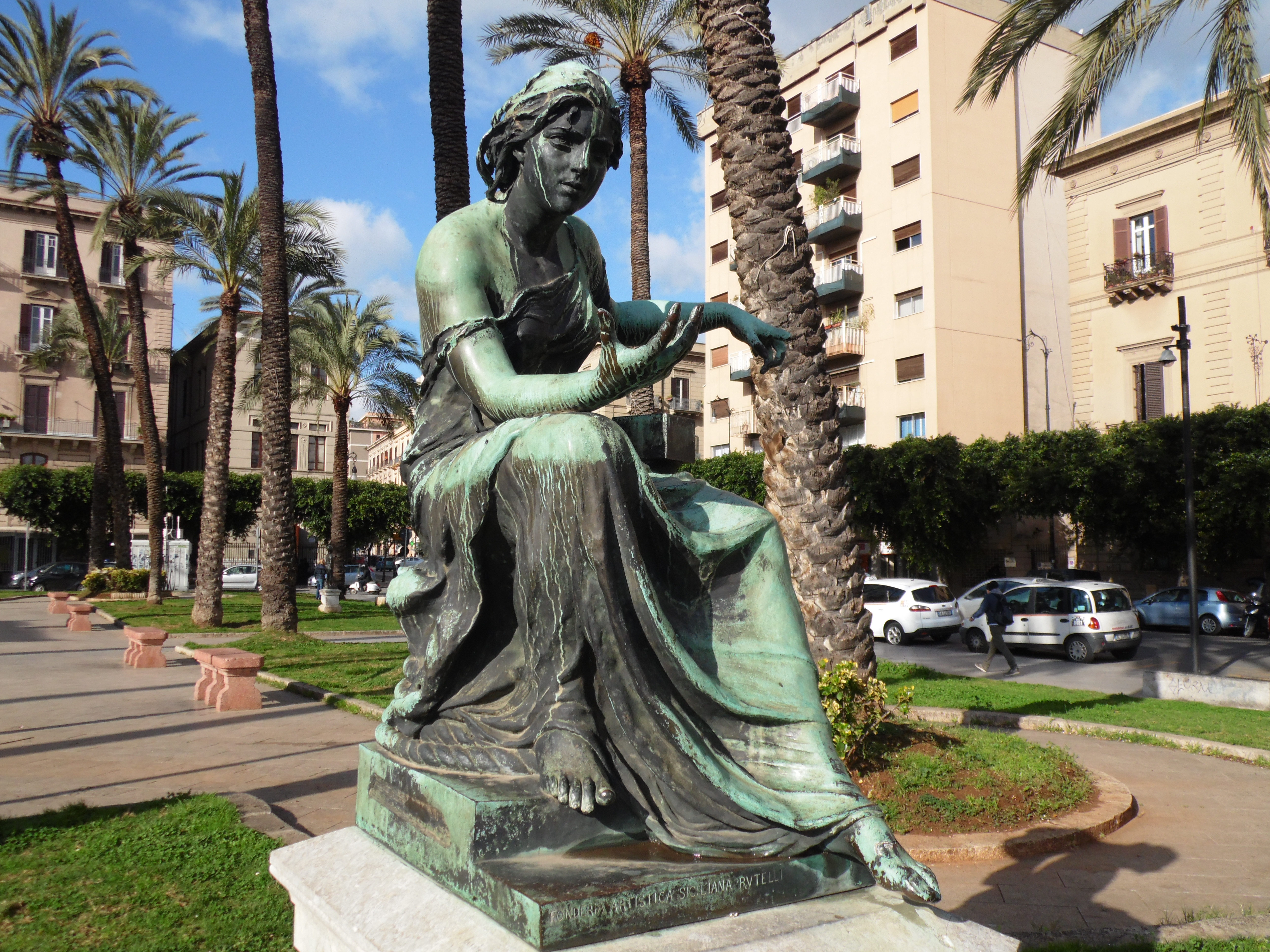
Mario Rutelli : Nautica (1895). Piazza Politeama (Palermo).

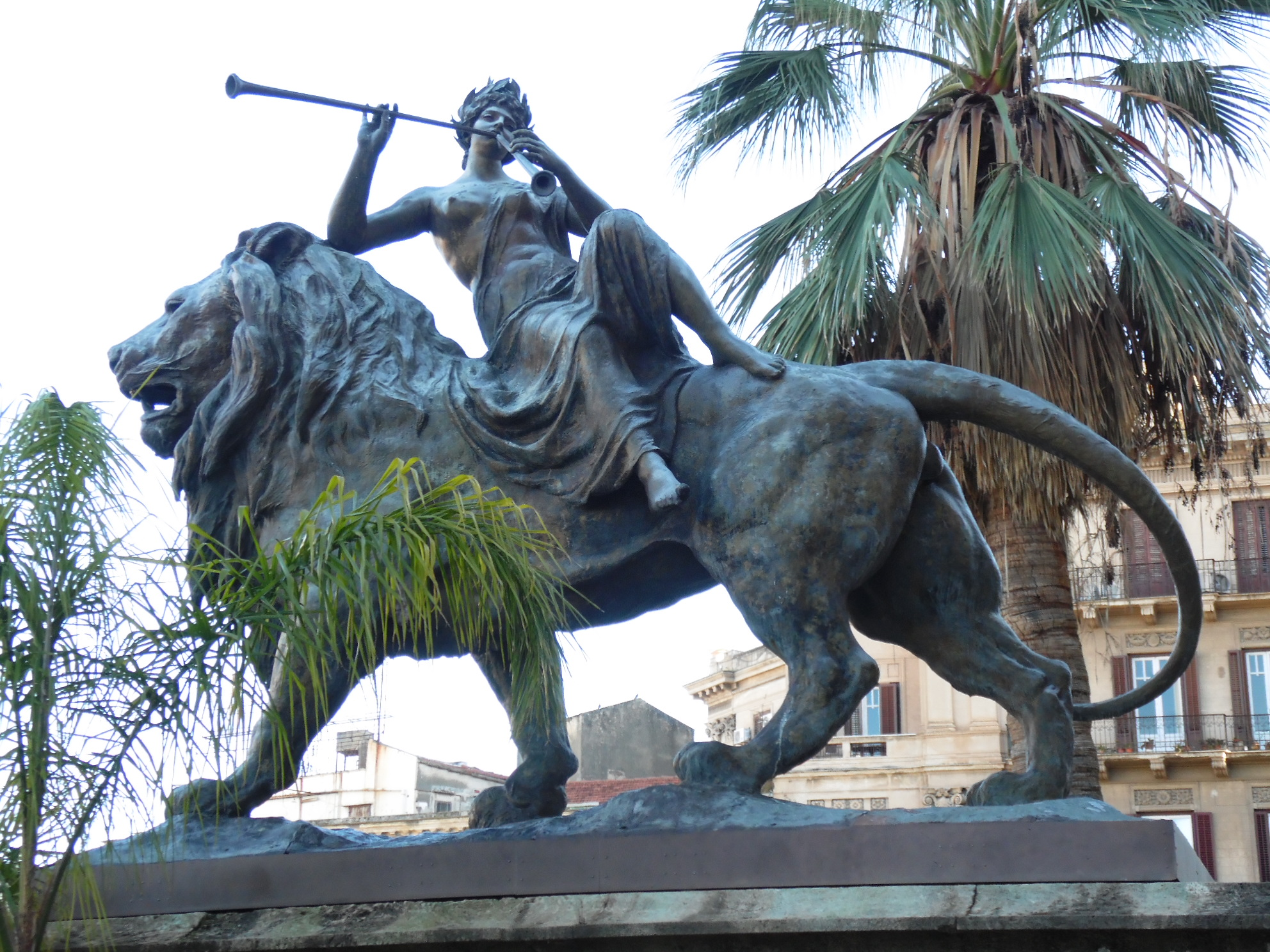
Mario Rutelli : La Lirica“. Teatro Massimo (Palermo)

## Biographie
Mario Rutelli étudie à l'Académie des beaux-arts de Palerme puis à Rome avec Giulio Monteverde. Son chef-d'œuvre est la Fontaine des Naïades sur la Place de la République à Rome, que Mussolini qualifiait « d'exaltation de la jeunesse éternelle, le premier salut de la Capitale à l'Art ».
Il installe sa fonderie dans un grand immeuble de la via Libertà, à Palerme, propriété de son père,Giovanni Rutelli, principal acteur de l'essor de la construction dans le Palerme de la fin du XIXe siècle, et ancien maître d'œuvre du Teatro Massimo. 

## Œuvres

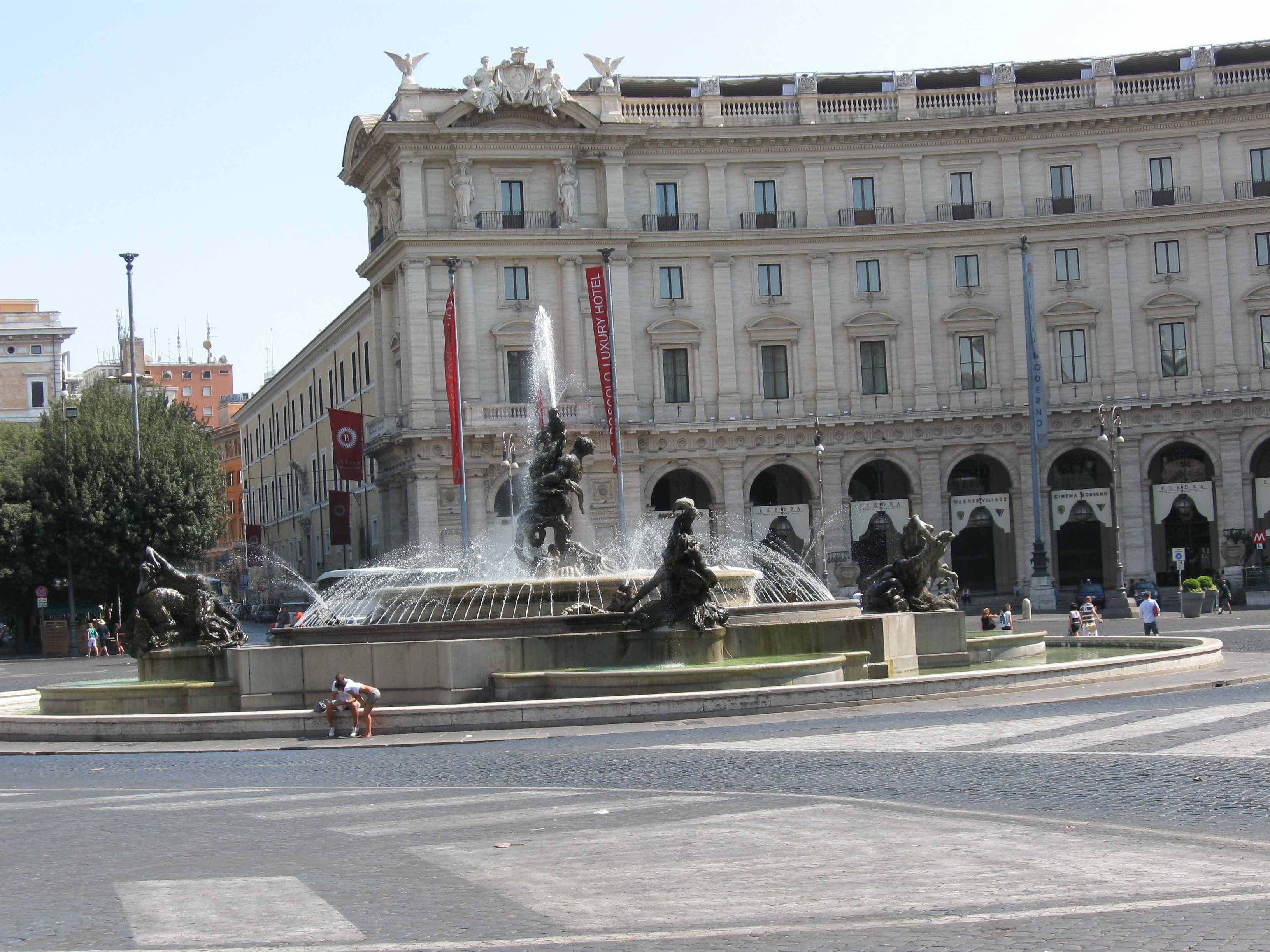
La Fontaine des Naïades, Place de la République à Rome.

De nombreuses œuvres de Mario Rutelli se trouvent en Italie et à l'étranger, telles que :
en Italie :
- le monument à Anita Garibaldi sur le Janicule (une œuvre tardive, mais aussi audacieuse que d'autres de jeunesse, telle que Gli Irosi)
- une des Victoires sur le Vittoriano à Rome
- le quadrige de bronze au théâtre Politeama de Palerme, avec Apollon (le dieu de la musique) et Euterpe (la Muse de la poésie lyrique) au-dessus (sur ce travail, un des cavaliers sur le côté est le portrait de Benedetto Civiletti, le maître de Rutelli)
- le Lion à la base du monument à Garibaldi dans le jardin Garibaldi de Palerme.
- le Lion de gauche du Théâtre Massimo de Palerme, avec au-dessus, une personnification de la poésie lyrique (le lion de droite avec au-dessus la personnification de la tragédie est du maître de Rutelli, Benedetto Civiletti)
- la fontaine du Triton, place Vittorio Emanuele à Monreale
- le Lirica et l'Apothéose de Victor Emmanuel au Théâtre Vittorio-Emanuele
- le monument équestre à Umberto Ier à Catane,
- la fontaine et le monument commémoratif à Agrigente
- les bustes de Domenico Morelli, de Giuseppe Maielli, et de Edmondo De Amicis dans le Jardin anglais de Palerme.
- le Monument à Nicola Spedalieri sur la place Sforza Cesarini (Près de l'Église Neuve) à Rome.

Parmi les œuvres de Mario Rutelli hors d'Italie :
- la statue de Goethe à Munich,
- le colossal Victory Monument de 22 mètres de haut en Angleterre[Où ?],
- le monument aux morts de la Grande Guerre à Aberystwyth.

## Sources
- (it) Cet article est partiellement ou en totalité issu de l’article de Wikipédia en italien intitulé « Mario Rutelli » (voir la liste des auteurs).

1. ↑  Orazio Cancila, Palermo, Laterza, coll. « Storia delle città italiane », 1999 (ISBN 978-88-420-5781-9), p. 280.